# 恩田重信
恩田 重信（おんだ しげのぶ、文久元年6月16日（1861年7月23日） - 昭和22年（1947年）7月30日）は、日本の薬学者。明治薬学専門学校（現・明治薬科大学）の創立者。

## 略歴
信濃国松代城下 (現在の長野県長野市松代町) に松代藩士恩田十郎時篤の子として生まれる。1882年東京帝国大学医学部製薬学科を卒業。内務省に入省。千葉医学校附属病院薬局長を経て陸軍薬剤官から二等薬剤官となった。日清戦争、日露戦争に従軍し、医学用語の統一を図り、「独和他国字書大全」、「独和新医学大字典」を刊行、陸軍医官であった森鴎外からも業績をたたえられた。
1902年（明治35年）東京市神田区に東京薬学専門学校（のち明治薬学専門学校に移行）を創立し初代校長となる。薬剤師の地位向上や市井における保健衛生の普及向上に努めた。1944年（昭和19年）郷里の生家に疎開。1947年（昭和22年）没。享年87。

## 主著
- 『独和他国字書大全』
- 『独和新医学大字典』
- 『臨床備考日本薬局方字典』